# Musa Kanu
Musa Kanu   (Freetown, 4 de març de 1976) és un exfutbolista de Sierra Leone de la dècada de 1990.
Fou internacional amb la selecció de futbol de Sierra Leone.
Pel que fa a clubs, destacà a KSC Lokeren.